# Список лётчиков-перебежчиков после 1991 года

Ниже приводится перечень случаев побега лётчиков за границу после завершения Холодной войны (за исключением конфликта в Югославии, который стал следствием названного противостояния, но продлился несколько дольше).
Пояснения к хронологическому списку:  — успешный побег с предоставлением убежища властями,  — успешный побег, но пилот был выдан властями,   —  неудавшийся побег,  — данные отсутствуют.

## Страны (в алфавитном порядке)

### Афганистан
- 22 декабря 2016 года капитан Нилоофар Рахмани, 25 лет, первая женщина-пилот самолёта ВВС Афганистана, находясь в США на пятнадцатимесячных курсах повышения лётной квалификации, попросила политическое убежище. Перед этим была отмечена национальной наградой «Женская смелость—2015»[англ.][1].

### Северная Корея
- 23 мая 1996 года капитан северокорейских Воздушных сил Ли Чхольсу (Lee Chul-Su, 이철수) бежал на МиГ-19 с бортовым номером № 529 через акваторию Жёлтого моря на южнокорейскую воздушную базу Сувон. При этом, как сообщалось, он оставил в Северной Корее свою жену и двух детей. Ли был награждён 480 млн южнокорейских вон (тогда эквивалент 560 тыс долларов США по курсу 1996 года). Не обошлось без конфуза, несколько напоминающего известный полёт Руста и его посадку на Красную площадь: силы гражданской обороны не заметили появления самолёта противника и не объявили воздушной тревоги, хотя по правилам должны были это сделать. Местным репортёрам он заявил по приземлении, что «не может больше жить под северной системой». Предыдущий случай угона самолёта из КНДР произошёл на 13 лет раньше в 1983 году[2].
- 18 августа 2010 года истребитель ВВС КНДР МиГ-15 рухнул на кукурузное поле в районе китайского города Фушунь (провинция Ляонин) в 150 км от границы с севером Кореи. Предположительно, самолёт был сбит ПВО Северной Кореи при попытке к бегству. В результате инцидента летчик погиб[3]. Самолёт при падении повредил жилую постройку. Жертв среди китайского населения не было.

### Ливан
- В 2001 году из Ливана в израильское воздушное пространство влетел лёгкий транспортный самолёт «Сессна» ВВС Ливана, через 23 минуты командованием силами ПВО Израиля было дано указание его сбить. После этого была опубликована информация, что пилотом был некто Стефан Николян, курсант лётных курсов, вероятно, страдавший расстройством психики[4].

### Ливия
- В 1992 году ливийский лётчик угнал МиГ-23 на Крит. Самолёт разбился при выполнении посадки и пилот был травмирован, но выжил.
- 21 февраля 2011 года два истребителя Mirage ливийских ВВС перелетели на Мальту. Они вылетели с военной базы возле Триполи и двигались в воздушном пространстве Ливии на малой высоте, чтобы самолеты не были обнаружены. Самолеты совершили посадку в международном аэропорту Мальты. Лётчики, в звании полковников, обратились к мальтийским властям с просьбой о предоставлении им политического убежища.

### Россия
- 9 августа 2023 года капитан М. Г. Кузьминов угнал на подконтрольную Украине территорию вертолёт Ми-8АМТШ. Впоследствии получил политическое убежище, а 13 февраля 2024 был убит в Испании.

### Сирия
- В январе 2012 года пилот МиГ-23БН полковник ВВС Сирии Кассим Саадеддин[англ.] перешёл на сторону повстанцев, где занял пост председателя военного совета оппозиционных сил в Эр-Растане, а затем начальника по связям с прессой и общественностью объединённого командования повстанцев. По его словам, кроме него самого за шестнадцать месяцев с момента начала гражданской войны в стране 15 марта 2011 до 13 июля 2012 года сбежало и перешло на сторону повстанцев 15 лётчиков правительственных войск[5].
- В июне 2012 года пилот вертолёта Ми-17 ВВС Сирии капитан Ахмед Трад, суннит по вероисповеданию, вместе с братом Мохаммедом, также пилотом-инструктором на L-39 в Алеппской военно-воздушной академии, и своей семьёй (всего — 15 человек, из них 5 женщин и 4 детей) сбежал в Турцию, где вскоре устроился в лагерь подготовки мятежников Свободной армии Сирии и консультировал силы вооружённой антиправительственной оппозиции. По его словам, кроме него самого и его брата сбежало восемь его сослуживцев-вертолётчиков[5].
- 21 июня 2012 года пилот МиГ-21 полковник Хассан Миреи аль-Хамада[англ.], 44 года, перелетел на истребителе МиГ-21 на военную авиабазу имени короля Хусейна в 80 км к северо-востоку от Аммана, в Иордании, где получил политическое убежище[6]. Перед своим бегством в соседнюю страну лётчик из провинции Идлиб переправил семью в Турцию. Минобороны Сирии объявило полковника Хамаду «предателем своей страны и воинской чести», пообещав наказать его по военным законам[7].
- В августе 2012 года бывший пилот ВВС Сирии известный по своему прозвищу «Вазель» (Wasel) перешёл на сторону мятежников, став полевым командиром одного из отрядов вооружённой оппозиции, возглавив наступление в районе Алеппо[8].
- 5 января 2013 года неназванный лётчик ВВС Сирии перелетел на истребителе МиГ-23 ВВС Сирии в Турцию. Самолет приземлился на аэродроме в турецком городе Адана, расположенном неподалеку от сирийско-турецкой границы. Лётчик еще в воздухе связался с турецкими уполномоченными и обратился к ним с просьбой о предоставлении убежища. После этого военный самолет Сирии в сопровождении самолетов-истребителей F-4 ВВС Турции приземлился на военной базе в Адане.